# 4636 Chile
A 4636 Chile (ideiglenes jelöléssel 1988 CJ5) a Naprendszer kisbolygóövében található aszteroida. Eric Walter Elst fedezte fel 1988. február 13-án.